# 因為是偶像
《因為是偶像》，是日本女歌手小泉今日子的第17張單曲。1985年11月21日發行。

## 簡介
這首歌可以說是小泉今日子作為偶像的真實寫照，唱出了作為偶像享受著風光無限的生活，但是內心卻渴望表現出自己真實的一面，不過她仍認為最重要的是形象，因為她畢竟是個偶像。
當時被用作富士膠片產品「CARDIA」的廣告歌，2006年又被用作富士重工業汽車品牌「STELLA」的廣告歌。
單曲發行首週即取得Oricon公信榜週榜冠軍，總銷量達28.4萬張，是1986年度日本單曲銷量第24位。累計出貨量達42萬張。
小泉以這首歌第二次被邀請上NHK紅白歌合戰（1985年）上演出。在紅白的表演，小泉一開始身穿人體肌肉裝的裝束，表演後段迅速變換成素白底色的花仙子狀裝束。
1991年11月與另一首單曲《100%男女交際》8cm CD化再發售。
一般認為，歌詞裡雖然表示滿足於作為偶像的現狀，但這首歌卻是小泉「脫偶像化」的開端，之後小泉的歌曲逐漸走向創作型、實驗性，開始偏離1980年代典型的女性偶像的道路。

## 收錄曲目
1. 因為是偶像（なんてったってアイドル）
  - 作詞：秋元康；作曲：筒美京平；編曲：鷺巢詩郎
2. 背德的千金（背徳の令嬢）
  - 作詞：森雪之丞；作曲：中崎英也；編曲：船山基紀

### 因為是偶像／100%男女交際
1. 因為是偶像（なんてったってアイドル）
2. 100%男女交際
3. 因為是偶像（Karaoke）
4. 100%男女交際（Karaoke）

## 外部連結
- 因為是偶像／100%男女交際 唱片介紹（页面存档备份，存于）